# Kecamatan Meurah Dua
Kecamatan Meurah Dua (indonesiska: Meurah Dua) är ett distrikt i Indonesien.   Det ligger i provinsen Aceh, i den västra delen av landet, 1 700 km nordväst om huvudstaden Jakarta.